# 丹麥的卡羅琳公主
丹麥的卡羅琳（丹麥語：Caroline af Danmark，1793年10月28日—1881年3月31日），丹麥國王弗雷德里克六世兩個存活的女兒中的長女。
由於丹麥實行薩利克法，卡羅琳沒有王位繼承權。當弗雷德里克六世去世後，由他的堂弟克里斯蒂安八世繼承王位。

## 家庭
1829年，卡羅琳與斐迪南王子結婚。斐迪南是弗雷德里克五世的孫子，與卡羅琳的父親是堂兄弟。兩人沒有子女。